# Karl Lieser
Karl Emil Lieser (* 2. Dezember 1901 in Wiesbaden-Sonnenberg; † 18. März 1990 in Darmstadt) war ein deutscher Architekt, Hochschullehrer und nationalsozialistischer Hochschulpolitiker.

## Biografie
Lieser war der Sohn des Schreiners und Architekten Wilhelm Lieser (1874–1918) in Wiesbaden-Sonnenberg. 1921 wurde er Mitglied des Deutschnationalen Jugendbundes. Von 1921 bis 1926 studierte er Architektur an der Technischen Hochschule Darmstadt. Seit 1922 war er Mitglied der Burschenschaft Markomannia in Darmstadt. 1926 legte er die Diplom-Hauptprüfung ab, am 20. März 1929 wurde er zum Dr.-Ing. promoviert, die Habilitation zu einem städtebaulichen Thema folgte 1930. Danach lehrte er als Privatdozent für Städtebau. Karl Lieser war nach 1926 Assistent unter anderem bei Professor Karl Roth.
Lieser war seit 1929 mit der Lehrerin Charlotte Elsa Kressner (1902–1999) verheiratet. Aus der Ehe gingen zwei Töchter  und zwei Söhne hervor. Lieser trat zum 1. Mai 1933 der NSDAP bei (Mitgliedsnummer 2.019.680) und war seit Juni 1933 Mitglied der SA. Er war an der Gründung der ersten Gruppierung des NSDDB an der Technischen Hochschule Darmstadt maßgeblich beteiligt und deren erster Führer. Er war zudem Mitglied der Nationalsozialistischen Arbeitsgemeinschaft an der TH Darmstadt.
Nach dem frühen Tod seines Lehrers Karl Roth vertrat Lieser ab dem Sommersemester 1932 dessen Professur für Baukunst in Darmstadt und machte sich Hoffnungen auf dessen Nachfolge. Die Abteilung für Architektur entschied sich jedoch für Karl Gruber. Mit Unterstützung der nationalsozialistischen Studierenden der Architekturabteilung und des NS-Studentenbundes versuchte Lieser, die Berufung von Karl Gruber zum April 1933 zu verhindern. Es kam zu chaotischen Zuständen („Lieser-Affäre“), als bekannt wurde, dass Lieser zusammen mit dem Studenten Friedrich Fraikin für die Gauleitung der NSDAP eine Denkschrift über den Lehrkörper der Architekturabteilung verfasst hatte, die sehr scharfe politische und persönliche Beurteilungen seiner Kollegen enthielt. In dieser Denkschrift wurden neben Karl Gruber u. a. die Architekturprofessoren Paul Meissner, Josef Plenk, Ludwig Wagner-Speyer, Augusto Varnesi und Paul Hartmann angegriffen. Der Hochschulsenat der Technischen Hochschule Darmstadt entzog Lieser daraufhin die Lehrbefugnis, beantragte seine Entlassung und schloss die Hochschule.
Lieser konnte sich jedoch auf die Unterstützung des Gauleiters Jakob Sprenger und des NS-Studentenbundes verlassen, der die Hochschule zeitweise besetzte. Der Senat der Technischen Hochschule Darmstadt sah sich schließlich gezwungen, die Maßnahmen gegen Lieser wieder rückgängig zu machen. 1934 wurde er zum außerordentlichen Professor für Städtebau berufen sowie zum Führer der Dozentenschaft und im März zum Kanzler der Hochschule ernannt. Von 1935 bis 1937 war er ordentlicher Professor für Städtebau, gleichzeitig Prorektor. Von 1935 bis 1938 war er als Denkmalpfleger der Provinz Oberhessen tätig.
Seit 1936 war er Landesleiter Hessen-Nassau der Reichskammer der Bildenden Künste. In dieser Funktion war Lieser zuständig für die Entfernung von sog. „Entarteter Kunst“ aus den Museen der Region. Nachgewiesen ist etwa die Beteiligung von Lieser bei der Entfernung von 60 Gemälden und gerahmten Grafiken sowie zwei Plastiken aus der Kunstsammlung des Nassauischen Landesmuseums Wiesbaden im August 1937, das seit 1935 von Hermann Voss geleitet wurde.
Von 1937 bis 1944 war Lieser Rektor der Hochschule. Mit Unterstützung von Gauleiter Sprenger trieb er die bauliche Entwicklung der Hochschule in dieser Zeit stark voran. Nach den schweren Schäden an den Hochschulgebäuden infolge des verheerenden Luftangriffs in der Nacht vom 11. auf den 12. September 1944 trat Lieser spontan vom Rektoramt zurück. Er stand 1944 in der Gottbegnadeten-Liste des Reichsministeriums für Volksaufklärung und Propaganda.
Lieser wurde im September 1945 mit Wirkung vom 1. April 1945 aus „politischen Gründen“ aus dem Staatsdienst entlassen. Zu diesem Zeitpunkt war bereits vereinbart, dass Ernst Neufert diesen Lehrstuhl übernehmen sollte. Von der Spruchkammer Darmstadt wurde er nach mehreren Verhandlungen im Oktober 1948 als „Mitläufer“ eingestuft.
Nach dem Zweiten Weltkrieg arbeitete Lieser als selbstständiger Architekt in Darmstadt insbesondere für Brauereien, Getränkehersteller und Gaststätten. Sein bekanntestes Werk ist der 1959–1961 erbaute Henninger-Turm in Frankfurt am Main.

## Bauten und Entwürfe

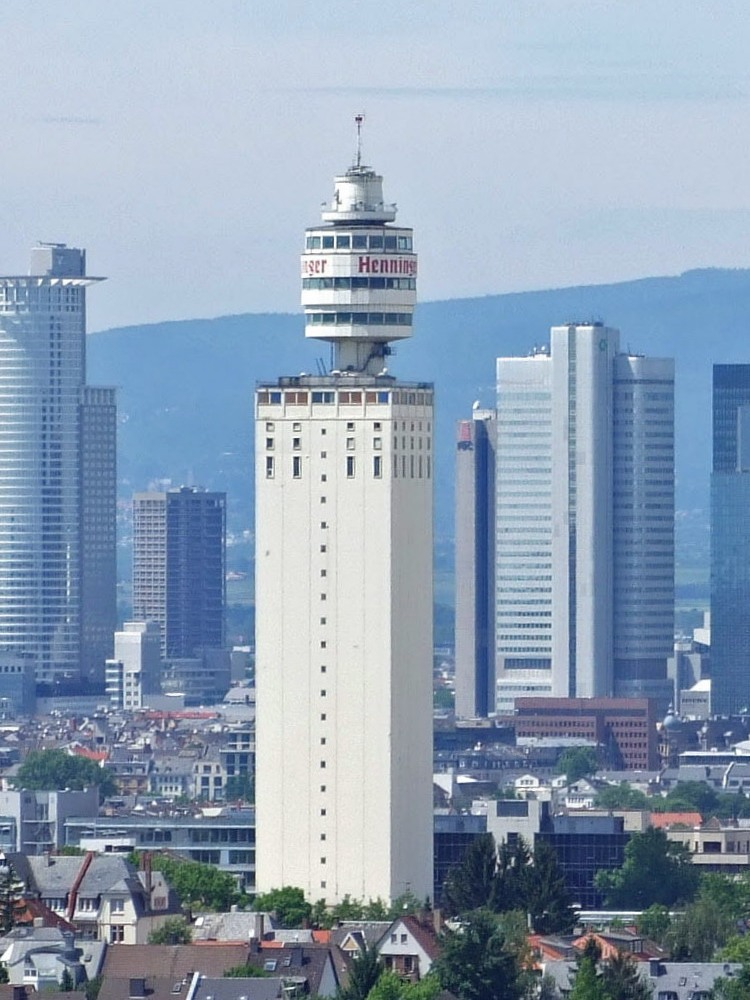
Henninger-Turm in Frankfurt am Main

- 1929: Neues Rathaus in Ober-Ramstadt
- Ärztehaus in Frankfurt am Main
- Schule in Rüsselsheim
- 1938–1939: Neubau des Instituts für Cellulosechemie (Vierjahresplaninstitut) der Technischen Hochschule Darmstadt, Alexanderstraße 10
- 1938–1942: Neubau des Eduard-Zintl-Instituts der Technischen Hochschule Darmstadt, Hochschulstraße 10 (heute: Piloty-Gebäude).
- 1959–1961: Henninger-Turm in Frankfurt am Main-Sachsenhausen
Der Turmschaft diente als Getreidesilo, der an zeitgenössische Fernsehtürme erinnernde Turmkopf enthielt ein Aussichtsrestaurant. Bis 1974 war der rund 120 m hohe Turm das höchste Gebäude der Stadt, 2013 wurde er abgebrochen.